# شلال بيشه
شلال بيشه هو أحد اعرض وأشهر الشلالات في إيران. واحد أهم مراكز الجذب السياحي فيها، واحد أكثر الشلالات جمالاً في البلاد لما يتمتع به من طقس معتدل خاصةً في فصل الصيف الحار وغابات البلوط التي تحيط به. إضافةً إلى أماكن الاستراحة والخدمات القريبة من الشلال. يقع شلال بيشه في قلب جبال زاغروس الصخرية في محافظة  لرستان والتي تُعتبَر ثاني أكبر محافظات إيران من حيث احتضان الشلالات حيث تمتلك 45 شلال. ويبلغ ارتفاع هذا الشلال 48 متراً عند اتصاله بالارض ويضاف 10 أمتار أخرى حتى يتصل بنهر (سزار). أي ان ارتفاعه الكلي يبلغ 58 متراً وعرضه 20 متر.

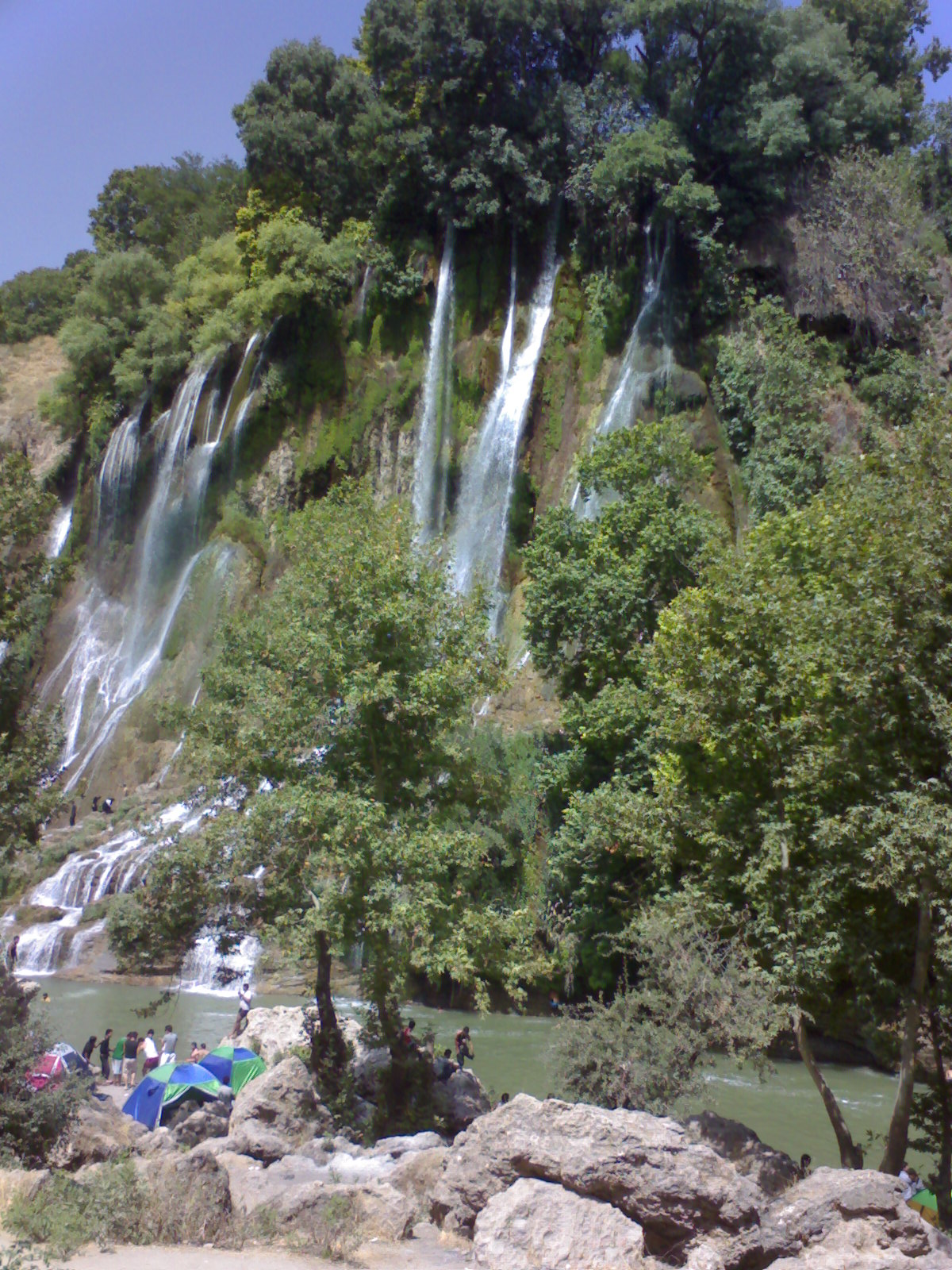
شلال بيشه، أحد اعرض الشلالات في إيران

## الموقع
يقع شلال بيشه في منطقة جبلية على سفوح سلسلة جبال زاغروس في محافظة لرستان غرب إيران قرب قرية بيشه وبالتحديد على مسافة 35 كيلومتر جنوب مدينة دورود. كما ويبعد عن خرم آباد مركز المحافظة 65 كيلومتر.

## مكانته السياحية
يتمتع شلال بيشه بمناخ معتدل لطيف وأراضٍ خصبة خضراء تحيط به، بالإضافة إلى ينابيع المياه المعدنية والعذبة  المنتشرة  في قمة الشلال والجبال المحيطة بمنطقة الشلال تجذب سنوياً العديد من السواح من كل إيران وكذلك السياح القادمين من خارج إيران. إذ أصبحت منطقة شلال بيشة إحدى أهم المناطق السياحية الجاذبة للسياح في المدينة
ويتمتع الزائر والسائح وهو يقطع الطريق من مدينة دورود متوجهاً إلى شلال بيشه بمناظر الطبيعة الخلابة من الأرض الخصبة الخضراء إلى جمال المياه المنسابة في نهر (سزار) وأطرافها التي تتجمد في بعض الفصول الباردة حتى تتعلق المياه الجامدة في الشلال كالقناديل، هذا إلى جانب روعة الاشجار والخضرة والتنوع النباتي الكبير.

## مرافق منطقة الشلال
▪ وجود محطة السكك الحديدية: حيث تربط شبكة من القطارات منطقة الشلال والغابات المحيطة به بعدة محافظات مما يُسهِل على الزائرين القدوم إلى المكان.
▪ الأماكن السكنية: حيث يمكن للسائحين من المبيت في احدها ممايوفر فرصة بقائهم أطول فترة ممكنة. أو يقوموا بممارسة هواية التخييم بجانب الشلال وهذا بديل عن تأجير المنازل المخصصة للسائحين.
▪ اماكن الاستراحة: هي اماكن مشيدة وسط الأشجار المصفوفة على جانبي نهر يجري ببطء وذو مياه صافية هو نهر (سزار).
▪ توجد العديد من المساجد في المنطقة ومنازل على شكل اكواخ خشبية. إضافةً إلى  وجود مركز اتصالات واسواق شعبية ومركز للكهرباء ومركز للمياه ومراكز صحية.
▪ يتمتع شلال بيشه بمناظر جميلة في فصل الشتاء حيث تتجمد مياه الشلال لتددلى في الشلال كالقناديل.